# 戀愛感覺
《戀愛感覺》是蘇格蘭DJ凱文·哈里斯製作和錄製的一首歌曲，收錄其第五張錄音室專輯《音浪強襲 第1輯》。它由美國歌手和詞曲作家菲瑞·威廉斯、凱蒂·佩芮和美國饒舌歌手大尚恩伴唱。這首歌曲繼《Slide》、《Heatstroke》和《Rollin》之後于2017年6月16日正式發行為專輯的第4支單曲。Starrah協助歌手們共同創作這首歌曲。
《戀愛感覺》在比利時、法國、以色列、拉脫維亞、黎巴嫩和英國奪得冠軍，在阿根廷、澳洲、奧地利、加拿大、捷克、丹麥、芬蘭、德國、匈牙利、愛爾蘭、馬來西亞、荷蘭、紐西蘭、挪威、波蘭、葡萄牙、蘇格蘭、斯洛伐克、斯洛維尼亞、西班牙和瑞士獲得前十名，并在意大利、瑞典和美國獲得前二十名。

## 發行
2017年6月14日，凱文·哈里斯在社交媒體宣佈他將會宣佈于2017年6月15日發行《音浪強襲 第1輯》的第4支單曲，名爲《戀愛感覺》。該貼文包括單曲封面和《戀愛感覺》的參與人員名單。

## 樂評
《Spin》的安迪·庫什稱這首歌曲有點站不住脚，但是有一個無可挑剔的節奏。